# بک تو بلک (نمایش)
بک تو بلک نام نمایش مونولوگی به نویسندگی، کارگردانی و اجرای سجاد افشاریان است که از ۲ دی ماه ۱۴۰۰ تا ۱۰ تیر ماه ۱۴۰۱ در پردیس تئاتر شهرزاد به روی صحنه رفت. پس از اجرای موفق در این سالن، نمایش به سالن اصلی تئاتر شهرتهران نقل مکان کرد و از ۲۶ مرداد تا ۷ مهر ۱۴۰۲ در این سالن به صحنه رفت.این نمایش با استقبال مخاطبان مواجه شد و در ادامه در شهرهای مشهد، رشت، شیراز، تبریز، ساری، کرمان، اصفهانو یزدنیز اجرا شد.  

## خلاصه
علی زندانی‌ای سیاسی است که به دلایلی نامعلوم در حبس انفرادی به سر می‌برد و در زندان از طریق تلفن با معلم آوازی آشنا شده و عاشق او می‌شود.

## بازیگران
| بازیگر        | نقش  |
| ------------- | ---- |
| سجاد افشاریان | علی  |
| نیکو بستانی   | سرمه |
| مهدی زندیه    | حیدر |

## طراحی صحنه
در طراحی صحنه این نمایش تنها از یک چهارپایه و مربعی روی زمین که بازیگر در آن اجرا می‌کرد استفاده شده‌است.

## حضور در فجر
نمایش بک تو بلک در بخش رقابتی اصلی صحنه‌ای در چهلمین دوره جشنواره تئاتر فجر در تالار استاد سمندریان تماشاخانه ایرانشهر حاضر شد و به روی صحنه رفت.

## فعالیت‌های اجتماعی
سجاد افشاریاننویسنده، بازیگر و کارگردان تئاتر بک تو بلک بعد از هفت ماه اجرای پیوسته در تهران، این نمایش را به تور شهرستان‌ها برد و با اختصاص بخشی از فروش اجرا در تور اجرای رشتبا همکاری ستاد دیه استان گیلان موفق به آزادی ۱۷ زندانی شدند.

## دیالوگ ماندگار
- علی: عجیب آدم‌هاییَن که کسی و ندارن باهاشون تماس بگیرن. اونا کل سهمیه تلفن ماهیانه زندانشونو می‌فروشن به یه بوکس بهمن کوچیک؛ عجیب‌تر آدم‌هاییَن که یه عالمه کس‌وکار دارن؛ اما خودشون دلشون نمی‌خواد با کسی حرف بزنن. اونا هر یه نخ بهمنی که می‌کشن یه عالمه حرف نزده‌است که دود میشه…[۱۴]
- علی: درد از لحظه ای شروع میشه که چشم هات روباز می‌کنی، سرمه داره یه چیزهایی می گه که نمی‌شنوم اما می تونم لب خونی کنم کلماتی رو که ازشون خون فواره می زنه… این آخرین باریه که با بوسه حرف می‌زنم…[۱۵]

## فروش
این نمایش توانست از ۲ دی ماه ۱۴۰۰ تا ۱۰ تیر ماه ۱۴۰۱ و با ۵۳ هزار تماشاگر و بالغ بر۶ میلیارد فروش، پربیننده‌ترین و پرفروش‌ترین نمایش سال ۱۴۰۱ باشد.

## مسئلهٔ حقوق مؤلف
کیومرث مرزبان نویسنده، طنزپرداز و زندانی عقیدتی در حساب اینستاگرامی خود مدعی شده‌است که بخشی از روایت مطرح شده در تئاتر بک‌توبلک قصه و نوشته و عاشقانه‌ای است که او در زندان و در تماس‌های تلفنی با پگاه رسایی از زندان روایت کرده‌است. توضیحات کیومرث مرزبان به شرح زیر آمده‌است:
«با امید به پایان این سیکل معیوب: قصه و نوشته و عاشقانهٔ یک زندانی تازه آزاد شده را برداری، بدون اشاره به سهم او در تأثیرگذاری اثر برای خود اعتبار جلب کنی و از «شرقی غمگین و گامنو» ناگهان تبدیل به قهرمان بک‌تو بلک شوی و بعد از با حق پایمال شدهٔ چند زندانی برای تبلیغ اثر بروی زندانیان دیگر آزاد کنی. زندان پر است از زندانیان ماده ۳. ماده ۳ یعنی ندهی نروی؛ یعنی حبست تمام شده اما چون جریمه‌ات را نمی‌توانی بدهی باید بمانی. زندان اوین مملو از این‌گونه زندانیان است. آزاد کردن زندانیان محروم شهرستان‌ها کار زیبایی‌ست. اما نه به قیمت نادیده گرفتن آن دسته از زندانیان که کمک کردن به آنان ممکن است شر شود.»
1. از ابتدا که تصمیم گرفتیم موضوع را افشا کنیم با خود عهد بستیم که هدف‌مان تنها ایستادن در مقابل پایمال شدن حقمان باشد و تیشه به ریشهٔ زندگی کسی نزنیم. اما ماجرا به سمت دیگری رفت ما نمی‌خواستیم مثل مواردی که اخیراً برای افراد دیگر در ماجرای میتو پیش آمد فرد خاطی از زندگی و کار کردن ساقط شود.
2. از خیلی از دوستان نزدیک و مشترک که قصد داشتند از ما حمایت کنند خواهش کردیم که سکوت کنند و اجازه ندهند دعوا تبدیل به مسئله‌ای شخصی و قبیله‌ای شود. اما متأسفانه برخلاف ما که حتی کامنت‌های منفی و علیه خود را هم استوری کردیم سجاد رویهٔ دیگری پیش گرفت و به دوستانی که پست را لایک کرده بودند پیغام داد و یک تنه علیه ما به قاضی رفت و از امکانات خود هم برای به سکوت آوردن رسانه‌ها استفاده کرد.
3. در اکثر پیغامها سجاد به یک پست از سوی من استناد کرد که در آن گفته بودم نویسنده و بازیگر کار ما نیستیم و غیره. در آن زمان سجاد گفت وجود نام ما شر می‌شود و او بدون پروپاگاندا روی نام ما متعهد می‌شود که نگذارد حقمان پایمال شود و از آن زمان تا به امروز حتی یک تماس ساده از سوی او و حتی یک پست و توضیح کوتاه از سوی او ندیدیم و برعکس کلیت ماجرا را نفی کرد.
4. برای رفع هر گونه ابهام تصمیم داریم صراحتاً خواسته‌های خود را اعلام کنیم. درصدی از فروش میلیاردی نمایش که سهم ما بوده‌است باید خرج تعدادی از زندانیان شود. تعدادی زندانی را مشخص می‌کنیم و مبلغ برای آزادی آنان خرج شود.

یا افشاریان صادقانه نام ما را در کنار نام خود قرار می‌دهد یا در غیر این صورت از او می‌خواهیم هر آنچه که مربوط به ماست را از نمایش حذف کند.
ما موافق تحریم نمایش نیستیم تحریم این نمایش چوب لای چرخ صنعت بیمار تئاتر و هنر کردن است و در عین حال برایمان مهم است که پیامی که قصد داشتیم در آن نمایش به مخاطب برسانیم، بدون پایمال شدن حقمان به مخاطب منتقل شود.
هر چند که به صورت حرفه‌ای این موضوع مربوط به مالک اثر است اما ما و تعداد بیشماری از دوستان هم‌بند راضی نیستیم که رنجمان با آن قیمت بلیط کلان به نمایش گذاشته شود.
شایان ذکر است در لیست عوامل این تئاتر کیومرث مرزبان و پگاه رسایی به عنوان مشاور متن ذکر شده‌اند.

## نقد
- بدون شک نمایش بک تو بلک می‌تواند الگوئی بی نظیر برای نوعی از خطابه ایی نمایشی (The Lecture Performance) قلمداد گردد، متن، کارگردانی، صحنه و بازیگری پرفرماتیوی که یک کوارتت ویرتوز را با نوعی از هنر دیداری-شنیداری هنرمند سجاد افشاریان و تیم قدرتمندش را این شبها در تئاتر شهرزاد را می‌بایستی حتماً دید و پرفرمنسی کاملاً غافلگیر کننده در مرزی میان ژانری تراژیک-کمیک مدام دررفت و آمده‌است و انگار داستان به واقع از توست که حکایت دارد و «الان و اینجا» (شکچنر) خالی بودن رادیکال صحنهٔ نمایشی و پارادوکیسکال مکانی که در کنتراستی حیرت‌انگیز ما را به عنوان مخاطبان اثر در رعب و وحشتی دیگر و داستان‌هایی دیگر در لحظه و چه بسا بعداً بتدریج داستانچه‌های دیگر ما به عنوان تماشاگر خود به روایتش اعتراف خواهیم نمود و بازی فوق‌العاده سجاد افشاریان تماشاگر این نمایش را به وسوسه واداشته که دوباره به دیدن اثر بنشیند و انگار با نمایشی از نوع «درام باز» و سیالی مواجه می‌شود و در سویی دیگر این مکان خالی و دیواره‌ها و خوشبختانه بدون پرده‌های زشت و غلط در تئاترهای ایران؛ بار دیگر به صحنه ایی آرام و مدیتاتیو و هم سویه با مراقبه ایی از ابعاد تن و روان مخاطبینش قرار می‌گیرد و باردیگر از جهان موسیقی می‌توان وام گرفت و بیان نمود: کاری در حد کمال گرایی مطلق-ویرتوزیتت- و با «روح زمانه» (هگل) حتماً تطابق دارد و حتماً می‌بایستی از پایانی بی نظیر و درخشانش نه تنها بازگو نمود و چه بسا ناگفته پیداست، می‌بایستی تجربه نمود و انگار با نمایشی باز مواجه می‌شود که من و تو و دیگران به سرانجامش می‌رسانیم و حتماً با یک درام باز و سیالی مواجه خواهی شد که به قول شاعر و فیلسوف مکزیکی اوکتاویو پاز چه سرودهٔ زیبایی در بارهٔ آثار مارسل دوشام بیان می‌کند. تحقق و پذیرش یک اثر هنری در به اشتراک گذاشتن مخاطبینش با یک اثر هنری ست که یک اثر هنری را تنها یک هنرمند به سرانجام نمی‌رساند، چه بسا تماشاگر در پایان خود به هنرمندی تبدیل می‌گردد و تنها چیزی که میان هنرمند و مخاطبینش مشترک است، همانا اثر هنری است. به هر حال با نمایشی معمولی و خط مستقیم روایت داستانی تماشگر نمی‌تواند سرو کار داشته باشد و حتماً به مانند خود اثر، تماشاگر هم به «حضور ذهن سیال» (ی) هم نیازمند است که مطمئناً برخاسته از نوع نگارش متن خاص آن از نوع سهل و ممتنع است و بدین خاطر ست که عکس العمل مخاطبان اثری چون «بک تو بلک» به قطعیت کامل احیاناً لایه‌های طنز اثر هم به سختی دست می‌یابد که می‌تواند بخندد یا نه و شاید گفته برتولت برشت به کمک آید که گوید: «آنکه می‌خندد از فاجعه خبر ندارد و هنوز در نیافته، بربریتی که در روی صحنه نمایش اتفاق می‌افتد؛ بربریتی ست که در مکان تماشاگران هم به مانند صحنه در حال اتفاق افتادن است؛ اگر تماشاگر سر خود را به مانند کلاهش در رختکن آویزان نکرده باشد…»[۲۰]

- محسن حسینی (نویسنده، پژوهشگر، بازیگر و کارگردان تئاتر)
- در سال ۱۳۹۳، در تغذیه مردم ایران اتفاق قابل‌توجهی رخ می‌دهد. در حالی‌که هر ایرانی برای مصرف شیر و لبنیات خود ماهانه رقم ۴۰۶۴ تومان هزینه می‌کند، در مقابل برای مصرف سیگار و چیپس و پفک، رقم ۵۳۷۸ تومان هزینه می‌کند. به عبارتی، ایرانی‌ها برای هزینه شیر هر عضو خود به اندازه ۷۵ درصد مجموع هزینه‌های دخانیات، پفک نوشابه وآدامس، پرداخت کرده‌است و این در حالی است که می‌دانیم شیر و لبنیات نقش مهمی در رشد و سلامتی تک‌تک اعضای جامعه دارد و پفک و چیپس یا همان جانک‌های غذایی، بدون داشتن ارزش غذایی مثبت حتی نقشی مخرب در سلامت جامعه ایفا می‌کنند. از قضا میزان تبلیغات چیپس و پفک در سال ۱۳۹۳ بسیار زیاد بود و برندهای گل‌منگولی فراوانی در تلویزیون به‌ظاهر ملی تبلیغ می‌شد. شرکت‌ها اسپانسر رویدادهای مختلفی می‌شدند تا این سرانه را حتی بیشتر تغییر دهند. بماند که روزنامه جام‌جم در گزارشی با عنوان «سفره سالم در روزگارکرونا» با توجه به گرانی لبنیات اعلام کرده‌است نسبت مصرف شیر به چیپس و پفک بدتر نیز شده‌است.

این یک مقدمه است برای پاسخ به افرادی که می‌پرسند چرا «بک تو بلک» می‌فروشد. واقعیت آن است که جامعه ایرانی تمایل بسیاری به مصرف جانکیجات دارد. جانک‌ها یا همان هله‌هوله، مواد خوراکی خوشمزه‌ای هستند که برخلاف طعمشان هیچ خاصیتی ندارند؛ اما به سبب لذتی که به ما می‌دهند، آنها را مصرف می‌کنیم. برای مثال نوشابه گازدار یک جانک محبوب در ایران است. مخلوطی از شکر و آب و گاز دی‌اکسید کربن (برآمده از بی‌کربنات)، همان چیزی بدن ما توان تنفسش را ندارد، برای خوردنش ولوله داریم. زمانی‌که از ما در حین لذت و شعف از نوشیدن سم سیاه می‌پرسند چرا، می‌گوییم نمی‌دانیم. این همان وضعیت مصرف‌کننده «بک تو بلک» است. او جانک نمایشی مصرف می‌کند. منگ از چیزی که نمی‌داند چیست، احساس می‌کند لذت می‌برد؛ درحالی‌که آنچه روایت می‌شود تا مرز فاجعه، تنها چند قدم فاصله دارد. آن چند قدم هم می‌گذارم پای صدای حیدر که به مراتب از سجاد افشاریان بهتر واژگان را ادا می‌کند و بیشتر از او در نقش خود فرورفته است. حداقل ادا و اطواری از او نمی‌بینیم.
نمایشی که قرار است بازنمایی از یک وضعیت انسانی در انفرادی باشد، جز مضمحل کردن بدن فروپاشیده از ستم رواشده بر بشر محبوس، چیز دیگری نیست. مرد خوش‌چهره با صدایی که تلاش می‌کند آمیزه‌ای از سعید راد و بهروز وثوقی و فردین با لحن لاتیش باشد – و شاید انتخاب علی [بی‌غم] از توهم فردین‌بودگی باشد – زندان را جایی برای شبه‌رومانتیسیسم شخصی می‌کند. آن را با نوعی شامورتی شبه‌سیاسی آغشته می‌کند و آن را تحویل ما می‌دهد. یکی از تلخ‌ترین تجربه‌های بشری را با فانتزی آمیخته و در بسته‌بندی زیبای یک چیپس صددرصد جانک تحویلمان می‌دهد.
ابتدای نمایش با الصاق صدای زنی دادخواه و البته ناشناس که صدای اعتراضش را نمی‌فروشد، سجاد افشاریان تلاش می‌کند بگوید این علی که نوعروسش را نمی‌بیند و از مواهب لذت زناشویی محروم شده‌است، بابت چیزی سیاسی زندانی است؛ اما آنقدر ترسو است که نمی‌گوید چرا. حالا این وسط زنی خوزستانی با لحن عربی خودش بر حق آب خود معترض است و در این میان ما با یک علی طبقه متوسطی روبه‌روییم که بین سیگار کشیدن به سبک جیمز دین یا روشنفکر پاریسی مردد است. نمی‌داند کدامین ژست برای این لحظه جذاب است، مهم است تعداد نورها در لحظه کشیدن سیگار چنان زیاد باشد که دود سیگار – یکی دیگر از جانک‌ها محبوب – به زیبایی هرچه تمام‌تر دیده شود. برای در میان بودن، اینکه مخاطب بگوید دست‌مریزاد که به سیاست روز مملکت می‌تازی، نیاز به زبانی است که مخاطب را پای نمایش بنشاند؛ اما کدامین مخاطب!؟ مخاطبی که برای مصرف جانکیجات خود هزینه می‌کند و حاضر است برای یک نمایش ارزان‌قیمت، هزینه گزافی پرداخت کند.
حالا او در برابر مثلاً زندانی انفرادی نشسته‌است و ملقمه‌ای از حافظ شیرازی و زن خوزستانی و ادعیه آموزش داده در همان سیستم آموزشی عامل انفرادی و دیالوگ‌های رومانتیک مناسب کپشن‌های اینستاگرام می‌بیند.
افشاریان تلاش می‌کند در فقدان بدن بحرانی یک زندانی انفرادی و عدم‌توانایی در نشان دادن بدن منهدم شده، زبان را ابزار بیان خود قرار دهد؛ اما اینجا هم زبان جانک تحویل می‌دهد. حالا بیایید بدانیم در انفرادی چه بر سر زبان می‌آید. عمادالدین باقی کتابی دارد با عنوان «دنیای بسته» و در آن با نگرش جامعه‌شناختی و روانشناختی، وضعیت زندانی، زندانبان و زندان را ارزیابی کند. یادمان باشد باقی بارها و بارها زندان رفته و طعم انفرادی را چشیده‌است.
او می‌نویسد «زندان عامل مؤثری در فرسایش حافظه و قدرت ذهن است. دامنه این فرسایش بستگی به دامنه محدودیت‌های حبس دارد. بازداشت‌ها و حبس‌های انفرادی دامنه تخریب وسیع‌تر و عمیق‌تری در حافظه و ذهن دارد… افرادی که به مدت طولانی در حبس انفرادی می‌مانند مهارت سخن گفتنشان به مرور رو به ضعف می‌رود؛ زیرا زندان بیش از هر چیز آسیب‌های روحی و روانی بر زندانی وارد می‌سازد به نحوی که منشأ بسیاری از بیماری‌های جسمانی هم آسیب‌های روانی و عصبی است.»
آقای باقی جای دیگری در کتابش می‌نویسد که یکی از شکنجه‌های رایج در انفرادی محرومیت از تکلم است و زندانی باید سکوت کند و تخطی از آن به تنبیه سوق می‌یابد. پس افشاریان انفرادی نچشیده یک وضعیت تخیلی از زندان و انفرادی می‌آفریند. از قضا زبان و تکلمش هم نیز آسیب ندیده‌است و البته اختلالی در تیپ و قیافه‌اش رخ نداده‌است، نه خبری از ضعف‌های جسمانی است و فروپاشی روانی – البته به جز یک نیم‌پرده خارج از چارچوب اجراییش که اندکی برهنه می‌شود و مثلاً تلاش می‌کند بدنش را بحرانی کند؛ اما آنقدر ترسو و محافظه‌کار است که توان روبه‌رو شدن با مخاطبش را ندارد تا نشان دهد بدنش به چه نحوی زیر شکنجه مدعیش منهدم شده‌است. او همانند کسی رفتار می‌کند که کمربند سیکس‌پک زیر لباسش پوشیده تا بگوید برای خودش پهلوانی است.
حالا بیایید ماجرا را کمی وارونه کنیم. تصور کنیم سجاد افشاریان بیاید و یکی از روایت‌های تلخ زندانیان انفرادی – همانند چیزی که ژیلا بنی‌یعقوب سال گذشته در گفتگویی بیان کرده‌است – را روی صحنه بازتولید کند. از همان ادبیات صریح بنی‌یعقوب هم بهره ببرد. سبعیت موجود در زندان را نیز عریان اجرا کند.
به نظر شما مخاطب طبقه متوسطی «بک تو بلک» توان دیدن و تماشای نمایش را دارد؟ آیا او حاضر است برای دیدن بدن لهیده از ناتوان بودن در خوابیدن و دراز کشیدن در انفرادی را ببیند؟ آیا توان فهم زبان انسانی منهدم‌شده در انفرادی را دارد؟ او همان ابتدای کار از حجم خشونت ماجرا صحنه را ترک می‌کند و شاید فحشی هم بدهد و بگوید «با این تئاترهاشون بیایید روایت بنی‌یعقوب دربارهٔ انفرادی همسرش را بازخوانی کنیم. می‌گوید وقتی بعد از یک ماه که همسرش در انفرادی بود توانست با او ملاقات کند، تغییرات چهره و کاهش وزن امویی برای او غیرقابل باور بوده‌است «تأثیر یک ماه انفرادی در آن سگ‌دونی چنان بر بهمن واضح بود که از اعتصاب غذا هم بدتر می‌نمود. در انفرادی‌هایی که بهمن برای خوابیدن هم جا نداشت و باید خودش را به سختی جا می‌داد، تهویه هوا هم نیست. بوی بد و آلودگی وحشتناک است… بهمن می‌گفت بوی ادرار و خون در هم آمیخته بود. بعضی از زندانیان را شلاق زده بودند و خون‌شان در انفرادی ریخته بود. آنها در ادرار و مدفوع خود غلتیده بودند. شما فکر کنید یک انسان چند روز می‌تواند در این شرایط طاقت بیاورد؟ آن‌هم وقتی شرایط استحمام و هواخوری هم ندارد.»
حالا به نظر شما طبقه متوسط جینگول‌پینگول که مخاطب سانتیمانتال سجاد افشاریان شده‌است توانایی دیدن این وضعیت را دارد؟ افشاریان برخلاف روایت تلخ بنی‌یعقوب، انفرادی را زیبا می‌کند. آن را بزک می‌کند و با بسته‌بندی سانتیمانتالیسم آن را تحویل مخاطب می‌دهد. برایش هم ادا و اطوار درمی‌آورد و ژست‌هایی می‌گیرد شبیه پهلوانان زنجیر پاره‌کن معرکه‌گیر که مدام به مخاطبش می‌گوید دقت کنید چطور زنجیر را پاره می‌کنم و دریغ که زنجیر پاره است و همه آن ژست‌ها نمایش است.
«بک تو بلک» واقعیت انفرادی را به مخاطبش نمی‌گوید. آن را عمری عاشقانه می‌کند تا جایی دخترک هجده ساله به دوست‌پسرش بگوید «حاضری به خاطر من بری انفرادی» و پسرک با شعف بگوید «آره عزیزم.» آنها معصومانه، بدون فهمی از واقعیت انفرادی شرط عاشقانه برای هم می‌گذارند؛ چون افشاریان یک چیز زشت را زیبا می‌کند و شاید خودش دست در دست سیستم زندانی‌کن می‌گذارد.
حرف برای گفتن بسیار است؛ اما در پایان. کسی که طعم انفرادی را چشیده باشد آن را نمی‌فروشد.
بیشتر زندانیان سابق خاطرات خود را به رایگان در اختیار دیگران قرار می‌دهند. آنان که دست به قلم بوده‌اند نوشتارشان را در فضای عمومی قرار داده‌اند. آنان بلیت شوآف مثلاً سیاسی خود را به قیمت گزاف به مخاطبانشان نمی‌فروشند؛ اما یادمان باشد افشاریان بدون تجربه زندان و انفرادی آن را گران می‌فروشد. او کم‌فروشی می‌کند و از آنجا که در نمایش بیان دینی هم دارد بهتر است در پایان بگویم «ویل للمطففین».
- احسان زیورعالم (منتقد و کارشناس تئاتر)
- «بک تو بلک» نمایشی برای امروز است. اثری که با زمان‌سنجی مناسب از حیث تماتیک و ساختاری، مخاطبان امروزین تئاتر ایران را به خوبی شناخته و محصولی متناسب با ذائقه اکنون را عرضه می‌کند. سجاد افشاریان در تازه‌ترین تجربه خود در مقام نویسنده و کارگردان که امتدادش را در بازی بر صحنه نیز پی می‌گیرد به یک دیالکتیک میان خود و کاراکتر دست می‌زند و با طراحی المان‌ها و مولفه‌های ملموس و باورپذیر که هوشمندانه در نمایشنامه‌ای پر جزئیات تنیده، از محبس تن به ورای آن ورود می‌کند و امکان تاویل و تفسیرهای متعددی را پس از گذر از سادگی به پیچیدگی بروز می‌دهد. این سادگی عمیق را می‌توان در طراحی فضای بصری و صوتی اثر نیز ردیابی کرد: چهارپایه‌ای که علی‌رغم جثه نحیف و محدودش، کارکردی بسیط می‌یابد و بسیاری از خلاهای ظاهری را پر و حتی تکمیل می‌کند، چرا که هدف گذاری اثر بر همراهی و وارد نمودن مخاطب به این دنیای خلأ و عدم است. «بک تو بلک» بازگشتی ست به تاریکی و وجوه ناپیدا و پنهان که با سفرعلی به این دنیای سیاهی و ابهام آغاز می‌شود تا پس از زدودن و تخلیه افکار و واگویه‌های ذهنی و درونی علی به پیدایی و وضوح هویت او نائل شود. دراین میان صداها و آواهای پیرامون که نماینده سایر آدم‌های مرتبط با علی هستند نیز انعکاس‌دهنده بخش‌های دیگری از وجوه مختلف زندگی اویند و ابعاد دیگری از خصایص تجربی، رفتاری و ذهنی او را در مقاطع مختلف زندگی‌اش به بروز و ظهور می‌رسانند. «بک تو بلک» از سویی اثبات تضمین موفقیت یک نمایش هدفمند، درگیر کننده و جذاب است که با وجود همه محدودیت‌ها و شرایط ناگزیر تئاتر امروز ما نشان می‌دهد که با احترام به مخاطب می‌توان همه معادلات را به نفع رونق سالن‌های نمایش مبتنی بر پایبندی به اصول هنری تغییر داد و به احیای اقتصاد و صنعت در این حرفه نیز نیم نگاهی داشت.[۲۲]

- حمید عبدالحسینی (منتقد تئاتر)